# آرت ويليامز
آرت ويليامز (بالإنجليزية: Art Williams)‏ مواليد 29 سبتمبر 1939 في بونهام، هو لاعب كرة سلة أمريكي معتزل. بدأ مسيرته الاحترافية في سنة 1967. يبلغ طوله 6 قدم 1 بوصة (1.9 م). اعتزل اللعب في 1975. فاز بلقب دوري إن بي إيه. لعب مع هيوستن روكتس وبوسطن سيلتكس.

## روابط خارجية
- آرت ويليامز على موقع إن بي أي (الإنجليزية)
- آرت ويليامز على موقع سبورتس رفرنس (الإنجليزية)
- آرت ويليامز على موقع ريلجم (الإنجليزية)
- آرت ويليامز على موقع بروبوليرز (الإنجليزية)